# Amanda Lawrence
Amanda Lawrence (* 1971 in Torbay) ist eine britische Theater- und Filmschauspielerin.

## Leben
Amanda Lawrence wurde am Bretton Hall College nahe Wakefield zur Schauspielerin ausgebildet und war dann als Theater-Schauspielerin tätig. Mitte der 2000er Jahre wurde sie auch als Filmschauspielerin aktiv, sie spielte eine Lehrerin in Womb, „Miss Withers“ in Suffragette – Taten statt Worte und „Commander D’Acy“ in den Star-Wars-Episoden Die letzten Jedi und Der Aufstieg Skywalkers.

## Filmografie (Auswahl)
- 2004: Casualty (Fernsehserie, 1 Folge)
- 2007: Hotel Babylon (Fernsehserie, 1 Folge)
- 2007: Doctor Who (Fernsehserie, eine Folge)
- 2007: Doctors (Fernsehserie, 1 Folge)
- 2009–2012: Above Suspicion (Fernsehserie, 11 Folgen)
- 2010: Womb
- 2010: Ich sehe den Mann deiner Träume (You Will Meet a Tall Dark Stranger)
- 2012: Dead Boss (Miniserie, 6 Folgen)
- 2012: Inspector Barnaby (Midsomer Murders, Fernsehserie, 1 Folge)
- 2014: Mr Selfridge (Fernsehserie, 7 Folgen)
- 2014: Mr. Turner – Meister des Lichts (Mr. Turner)
- 2015: Suffragette – Taten statt Worte (Suffragette)
- 2015: Pan
- 2016: Verleugnung (Denial)
- 2017: Star Wars: Die letzten Jedi (Star Wars: The Last Jedi)
- 2019: Star Wars: Der Aufstieg Skywalkers (Star Wars: The Rise of Skywalker)
- 2023: Club Zero
- 2023: Wander to Wonder (Kurzfilm, Stimme im Original)